# Trophée Thompson
Pour les articles homonymes, voir Thompson.

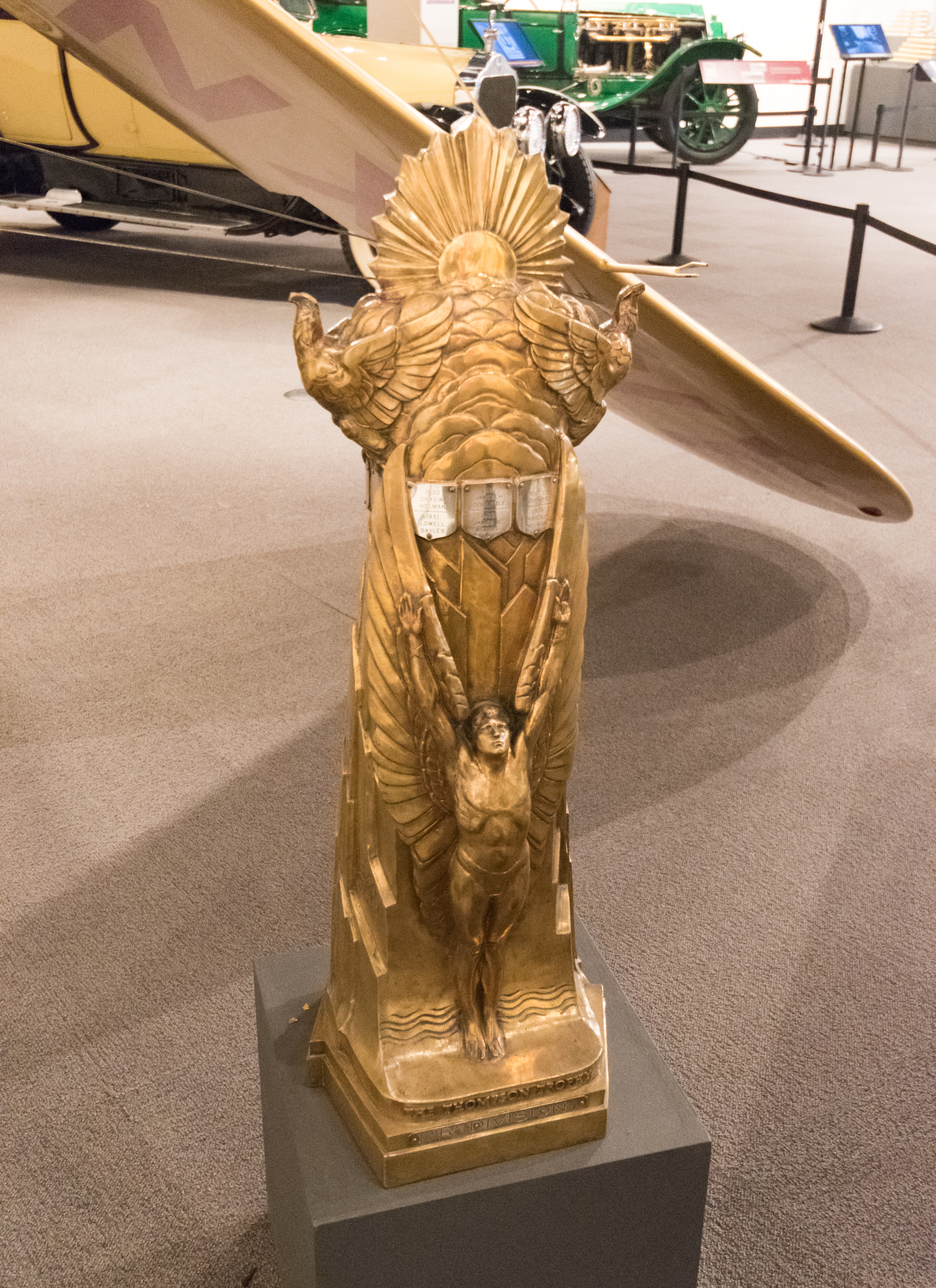
L'un des trophées Thompson, au Cleveland History Center.

Le trophée Thompson (Thompson Trophy) était dans les années 1930, à l'apogée des premières courses d'avions, l'une des National Air Races. La compétition fut créée en 1929 et la dernière course eut lieu en 1961. L'épreuve, qui mettait l'accent sur le vol à basse altitude et la maniabilité à grande vitesse, s'effectuait sur un parcours de 10 mi (16 km) de long avec des pylônes de 50 pi (15 m) marquant les virages. La course se déroulant sur un parcours fermé, la foule de spectateurs dans les tribunes pouvait facilement voir une grande partie du spectacle.
Il y eut deux séries de courses Thompson. La première série apparut à la suite de l'attribution de la Thompson Cup lors des National Air Races de 1929 au vainqueur du International Land Plane Free-For-All (c'est-à-dire la course de classe illimitée). Thompson Products (un prédécesseur de TRW) décida de sponsoriser un trophée décerné les dix années suivantes pour des courses de classe illimitées (bien qu'une mention fut finalement ajoutée, exclusant des pilotes féminins). Le trophée conçu par Walter Sinz est maintenant conservé au Musée de l'Air et de l'Espace. Sinz fabriqua également une paire de modèles du trophée de 10 pieds (3,048 m) de haut à des fins promotionnelles. Les courses eurent lieu pendant les dix années suivantes, se terminant en 1939. D'autres courses de cette série furent annulées à cause du début de la Seconde Guerre mondiale.
Après la Seconde Guerre mondiale, le trophée original fut retiré (selon les stipulations du règlement). De plus, les progrès de la technologie aéronautique, en particulier l'avènement du turboréacteur, compliquèrent les choses. Il fut donc décidé de créer une nouvelle série, avec les catégories « R » (moteur à pistons) et « J » (propulsion à réaction « jet »). La catégorie « R » était destinée à la compétition civile ; la catégorie « J » était destinée aux pilotes militaires et était administrée par l'armée de l'air des États-Unis. Parce que Roscoe Turner, le dernier vainqueur du trophée d'avant-guerre, refusait d'abandonner son trophée, les moules d'origine furent donc retrouvés et deux trophées supplémentaires furent réalisés. Ceux-ci ne différant que par la légende gravée à leur base et par des panneaux identifiant chacune des catégories. Les courses de la catégorie « R » eurent lieu de 1946 à 1949 ; les courses de la catégorie « J » (également appelées « Military Speed Dashes ») eurent lieu de 1951 à 1961, à l'exception de 1952 et 1960.

## Vainqueurs
| Année | Lieu                                                                     | Pilote                                                                   | Avion                                                                    | Vitesse (mph)                                                            | Vitesse (km/h)                                                           | Prix ($)                                                                 |
| ----- | ------------------------------------------------------------------------ | ------------------------------------------------------------------------ | ------------------------------------------------------------------------ | ------------------------------------------------------------------------ | ------------------------------------------------------------------------ | ------------------------------------------------------------------------ |
| 1929  | Cleveland                                                                | Doug Davis                                                               | Travel Air Type R Mystery Ship                                           | 194,5                                                                    | 313                                                                      |                                                                          |
| 1930  | Chicago                                                                  | Charles W. Holman                                                        | Laird LC-DW300 Solution                                                  | 201,91                                                                   | 325                                                                      |                                                                          |
| 1931  | Cleveland                                                                | Lowell Bayles                                                            | Gee Bee Model Z (réplique)                                               | 236,239                                                                  | 380                                                                      | 7 500                                                                    |
| 1932  | Cleveland                                                                | Jimmy Doolittle                                                          | Gee Bee R-1 (réplique)                                                   | 252,686                                                                  | 407                                                                      | 4 500                                                                    |
| 1933  | Los Angeles                                                              | James R. Wedell                                                          | Wedell-Williams 44 (réplique)                                            | 237,952                                                                  | 383                                                                      | 3 375                                                                    |
| 1934  | Cleveland                                                                | Roscoe Turner                                                            | Wedell-Williams 44 (réplique)                                            | 248,129                                                                  | 399                                                                      | 4 500                                                                    |
| 1935  | Cleveland                                                                | Harold Neumann                                                           | Howard DGA-6 Mr. Mulligan (réplique)                                     | 220,194                                                                  | 354                                                                      | 6 750                                                                    |
| 1936  | Los Angeles                                                              | Michel Detroyat                                                          | Caudron C.460 (réplique)                                                 | 264,261                                                                  | 425                                                                      | 9 500                                                                    |
| 1937  | Cleveland                                                                | R. A. Rudy Kling                                                         | Folkerts SK-3                                                            | 256,910                                                                  | 413                                                                      | 9 000                                                                    |
| 1938  | Cleveland                                                                | Roscoe Turner                                                            | Laird-Turner Meteor LTR-14                                               | 283,419                                                                  | 456                                                                      | 22 000                                                                   |
| 1939  | Cleveland                                                                | Roscoe Turner                                                            | Laird-Turner Meteor LTR-14                                               | 282,536                                                                  | 455                                                                      | 16 000                                                                   |
| 1940  | Pas de course durant cette période à cause de la Seconde Guerre mondiale | Pas de course durant cette période à cause de la Seconde Guerre mondiale | Pas de course durant cette période à cause de la Seconde Guerre mondiale | Pas de course durant cette période à cause de la Seconde Guerre mondiale | Pas de course durant cette période à cause de la Seconde Guerre mondiale | Pas de course durant cette période à cause de la Seconde Guerre mondiale |
| 1941  | Pas de course durant cette période à cause de la Seconde Guerre mondiale | Pas de course durant cette période à cause de la Seconde Guerre mondiale | Pas de course durant cette période à cause de la Seconde Guerre mondiale | Pas de course durant cette période à cause de la Seconde Guerre mondiale | Pas de course durant cette période à cause de la Seconde Guerre mondiale | Pas de course durant cette période à cause de la Seconde Guerre mondiale |
| 1942  | Pas de course durant cette période à cause de la Seconde Guerre mondiale | Pas de course durant cette période à cause de la Seconde Guerre mondiale | Pas de course durant cette période à cause de la Seconde Guerre mondiale | Pas de course durant cette période à cause de la Seconde Guerre mondiale | Pas de course durant cette période à cause de la Seconde Guerre mondiale | Pas de course durant cette période à cause de la Seconde Guerre mondiale |
| 1943  | Pas de course durant cette période à cause de la Seconde Guerre mondiale | Pas de course durant cette période à cause de la Seconde Guerre mondiale | Pas de course durant cette période à cause de la Seconde Guerre mondiale | Pas de course durant cette période à cause de la Seconde Guerre mondiale | Pas de course durant cette période à cause de la Seconde Guerre mondiale | Pas de course durant cette période à cause de la Seconde Guerre mondiale |
| 1944  | Pas de course durant cette période à cause de la Seconde Guerre mondiale | Pas de course durant cette période à cause de la Seconde Guerre mondiale | Pas de course durant cette période à cause de la Seconde Guerre mondiale | Pas de course durant cette période à cause de la Seconde Guerre mondiale | Pas de course durant cette période à cause de la Seconde Guerre mondiale | Pas de course durant cette période à cause de la Seconde Guerre mondiale |
| 1945  | Pas de course durant cette période à cause de la Seconde Guerre mondiale | Pas de course durant cette période à cause de la Seconde Guerre mondiale | Pas de course durant cette période à cause de la Seconde Guerre mondiale | Pas de course durant cette période à cause de la Seconde Guerre mondiale | Pas de course durant cette période à cause de la Seconde Guerre mondiale | Pas de course durant cette période à cause de la Seconde Guerre mondiale |
| 1946  | Cleveland                                                                | Alvin Tex Johnston                                                       | Bell P-39Q (exemple type)                                                | 373                                                                      | 600                                                                      | ?                                                                        |
| 1947  | Cleveland                                                                | Cook Cleland                                                             | Goodyear F2G Corsair                                                     | 396                                                                      | 637                                                                      | ?                                                                        |
| 1948  | Cleveland                                                                | Anson Johnson                                                            | North American P-51D                                                     | 396                                                                      | 637                                                                      | ?                                                                        |
| 1949  | Cleveland                                                                | Cook Cleland                                                             | Goodyear F2G Corsair                                                     | 397                                                                      | 639                                                                      | ?                                                                        |
| 1951  | Detroit                                                                  | Colonel Ascani                                                           | North American F-86E Sabre (prototype)                                   | 635                                                                      | 1 022                                                                    | ?                                                                        |
| 1953  | Dayton                                                                   | Brig. General Holtoner                                                   | North American F-86D Sabre (prototype)                                   | 690                                                                      | 1 110                                                                    | ?                                                                        |
| 1954  | Dayton                                                                   | Captain Sonnenberg                                                       | North American F-86H Sabre (prototype)                                   | 692                                                                      | 1 114                                                                    | ?                                                                        |
| 1955  | Edwards Air Force Base                                                   | Colonel Hanes                                                            | North American F-100C Super Sabre (prototype)                            | 822                                                                      | 1 323                                                                    | ?                                                                        |
| 1956  | NAS China Lake                                                           | Commander Windsor                                                        | Vought F8U-1 Crusader                                                    | 1 015                                                                    | 1 633                                                                    | ?                                                                        |
| 1957  | Edwards Air Force Base                                                   | Major Drew                                                               | McDonnell F-101A Voodoo (prototype)                                      | 1 207                                                                    | 1 942                                                                    | ?                                                                        |
| 1958  | Edwards Air Force Base                                                   | Captain Irwin                                                            | Lockheed F-104A Starfighter (prototype)                                  | 1 404                                                                    | 2 260                                                                    | ?                                                                        |
| 1959  | Edwards Air Force Base                                                   | Major Rogers                                                             | Convair F-106A Delta Dart (prototype)                                    | 1 525                                                                    | 2 454                                                                    | ?                                                                        |
| 1961  | Edwards Air Force Base                                                   | Major Harold E. Confer                                                   | Convair B-58A Hustler (prototype)                                        | 1 302                                                                    | 2 095                                                                    | ?                                                                        |